# BSDL-файл
BSDL-файл (англ. Boundary Scan Description Language) — это текстовый файл, написанный на VHDL-подобном языке описания для периферийного сканирования, содержащий информацию об архитектуре регистров периферийного сканирования микросхемы. Является частью стандарта IEEE 1149.1.
Эти файлы обычно доступны для скачивания с сайтов производителей.
Системы периферийного сканирования используют эти файлы для доступа к JTAG-цепи электронной платы, а также для автоматической генерации тестовых векторов для проверки цепей, связанных с данной ИС.

## Содержание BSDL-файлов
BSDL-файл может включать в себя следующие разделы:
- ENTITY description: Раздел именования; здесь может упоминаться о функциональном предназначении микросхемы.
  - generic parameter: Тип корпуса изделия.
  - port description: Описание портов устройства (input, output, bidirectional, linkage).
  - use statements: Используемые стандарты (такие как IEEE 1149.1).
- PIN MAPPING: Карта соответствия логических сигналов выводам микросхемы.
- Scan Port Identification: Определение выводов, используемых для периферийного сканирования — TDI, TDO, TMS, TCK, TRST — выводов порта тестового доступа.
- INSTRUCTION REGISTER description: Описание команд регистра инструкций (для входа в различные JTAG-режимы).
- REGISTER ACCESS description: Описание других JTAG-регистров и соответствующих инструкций.
- BOUNDARY SCAN CELL description: Список ячеек периферийного сканирования и их функциональное описание.